# Барбара Жарден
Барбара Жарден (англ. Barbara Jardin, 22 жовтня 1991) — канадська плавчиня.
Учасниця Олімпійських Ігор 2012 року.